# 퀘벡당

퀘벡당(프랑스어: Parti québécois)은 캐나다 퀘벡의 정당으로, 퀘벡의 분리 독립을 목표로하고있다. 현재 당 대표는 실벵 고드로이다.